# Reh
Pour les articles homonymes, voir Reh (homonymie).
Cette page contient des caractères spéciaux ou non latins. S’ils s’affichent mal (▯, ?, etc.), consultez la page d’aide Unicode.
Reh, րէ ou րե en arménien ([ɹɛ] ou [ɾɛ]), est la 32e lettre de l'alphabet arménien.

## Linguistique
Jheh est utilisé pour représenter le son de :
- en arménien oriental, [ɹ] ;
- en arménien occidental, [ɾ].

Dans la norme ISO 9985, la lettre est translittérée par « r ».

## Représentation informatique
- Unicode[1] :
  - Capitale Ր : U+0550
  - Minuscule ր : U+0580